# Matías Galarza
Matías Galarza Fonda (Asunción, 11 febbraio 2002) è un calciatore paraguaiano, centrocampista del Talleres (C) e della nazionale paraguaiana.

## Carriera

### Club
Formatosi calcisticamente nelle giovanili dell'Olimpia, nel giugno 2020 viene ceduto in prestito al Vasco da Gama, dove viene aggregato alla formazione Under-20. Fa il suo esordio in prima squadra il 4 marzo 2021, giocando l'incontro del Campionato Carioca perso per 0-1 contro la Portuguesa-RJ. Il 29 maggio dello stesso anno, invece, ha esordito nel Campeonato Brasileiro Série B, nell'incontro perso per 0-2 contro l'Operário-PR. Nel mese di maggio viene acquistato a titolo definitivo, firmando un contratto valido fino al 2025. Nell'aprile 2022 viene girato in prestito al Coritiba, con cui esordisce nel Brasileirão il 9 giugno successivo, disputando l'incontro pareggiato per 1-1 contro il San Paolo.

### Nazionale
Nel 2019 con la nazionale paraguaiana Under-17 ha preso parte al campionato sudamericano di categoria.
Nel 2022 ha esordito nella nazionale maggiore.
Il 6 giugno 2025 ha segnato la prima rete nella gara valida per le qualificazioni al campionato mondiale di calcio 2026 vinta 2-0 contro l'Uruguay.

## Statistiche

### Presenze e reti nei club
Statistiche aggiornate al 17 agosto 2025.
| Stagione             | Squadra              | Campionato           | Campionato | Campionato | Coppe nazionali | Coppe nazionali | Coppe nazionali | Coppe continentali | Coppe continentali | Coppe continentali | Altre coppe | Altre coppe | Altre coppe | Totale | Totale |
| Stagione             | Squadra              | Comp                 | Pres       | Reti       | Comp            | Pres            | Reti            | Comp               | Pres               | Reti               | Comp        | Pres        | Reti        | Pres   | Reti   |
| -------------------- | -------------------- | -------------------- | ---------- | ---------- | --------------- | --------------- | --------------- | ------------------ | ------------------ | ------------------ | ----------- | ----------- | ----------- | ------ | ------ |
| 2021                 | Vasco da Gama        | A/RJ+B               | 11+21      | 2+1        | CB              | 4               | 0               | -                  | -                  | -                  | -           | -           | -           | 36     | 3      |
| gen.-apr. 2022       | Vasco da Gama        | A/RJ+B               | 5+0        | 0          | CB              | 0               | 0               | -                  | -                  | -                  | -           | -           | -           | 5      | 0      |
| apr.-dic. 2022       | Coritiba             | A1/PR+A              | 0+11       | 0          | CB              | 0               | 0               | -                  | -                  | -                  | -           | -           | -           | 11     | 0      |
| gen.-ago. 2023       | Vasco da Gama        | A/RJ+A               | 7+10       | 1+1        | CB              | 0               | 0               | -                  | -                  | -                  | -           | -           | -           | 17     | 2      |
| Totale Vasco da Gama | Totale Vasco da Gama | Totale Vasco da Gama | 23+31      | 3+2        |                 | 4               | 0               |                    | -                  | -                  |             | -           | -           | 58     | 5      |
| ago.-dic. 2023       | Talleres (C)         | PD                   | 0          | 0          | CA+CdL          | 0+9             | 0+1             | -                  | -                  | -                  | -           | -           | -           | 9      | 1      |
| 2024                 | Talleres (C)         | PD                   | 23         | 3          | CA+CdL          | 3+8             | 0+1             | CL                 | 7                  | 0                  | -           | -           | -           | 41     | 4      |
| gen.-lug. 2025       | Talleres (C)         | PD                   | 13         | 0          | CA              | 0               | 0               | CL                 | 4                  | 0                  | SI          | 1           | 0           | 18     | 0      |
| Totale Talleres      | Totale Talleres      | Totale Talleres      | 36         | 3          |                 | 20              | 2               |                    | 11                 | 0                  |             | 1           | 0           | 68     | 5      |
| lug.-dic. 2025       | River Plate          | PD                   | 3          | 0          | CA              | 1               | 0               | CL                 | 1                  | 0                  | -           | -           | -           | 5      | 0      |
| Totale carriera      | Totale carriera      | Totale carriera      | 104        | 8          |                 | 25              | 2               |                    | 12                 | 0                  |             | 1           | 0           | 142    | 10     |

### Cronologia delle presenze e reti in nazionale
| Cronologia completa delle presenze e delle reti in nazionale ― Paraguay | Cronologia completa delle presenze e delle reti in nazionale ― Paraguay | Cronologia completa delle presenze e delle reti in nazionale ― Paraguay | Cronologia completa delle presenze e delle reti in nazionale ― Paraguay | Cronologia completa delle presenze e delle reti in nazionale ― Paraguay | Cronologia completa delle presenze e delle reti in nazionale ― Paraguay | Cronologia completa delle presenze e delle reti in nazionale ― Paraguay | Cronologia completa delle presenze e delle reti in nazionale ― Paraguay |
| Data                                                                    | Città                                                                   | In casa                                                                 | Risultato                                                               | Ospiti                                                                  | Competizione                                                            | Reti                                                                    | Note                                                                    |
| ----------------------------------------------------------------------- | ----------------------------------------------------------------------- | ----------------------------------------------------------------------- | ----------------------------------------------------------------------- | ----------------------------------------------------------------------- | ----------------------------------------------------------------------- | ----------------------------------------------------------------------- | ----------------------------------------------------------------------- |
| 31-8-2022                                                               | Atlanta                                                                 | Messico                                                                 | 0 – 1                                                                   | Paraguay                                                                | Amichevole                                                              | -                                                                       | 61’                                                                     |
| 23-9-2022                                                               | Wiener Neustadt                                                         | Paraguay                                                                | 1 – 0                                                                   | Emirati Arabi Uniti                                                     | Amichevole                                                              | -                                                                       | 28’ 55’                                                                 |
| 27-9-2022                                                               | Siviglia                                                                | Paraguay                                                                | 0 – 0                                                                   | Marocco                                                                 | Amichevole                                                              | -                                                                       | 90+2’                                                                   |
| 16-11-2023                                                              | Santiago del Cile                                                       | Cile                                                                    | 0 – 0                                                                   | Paraguay                                                                | Qual. Mondiali 2026                                                     | -                                                                       | 85’                                                                     |
| 19-11-2024                                                              | El Alto                                                                 | Bolivia                                                                 | 2 – 2                                                                   | Paraguay                                                                | Qual. Mondiali 2026                                                     | -                                                                       |                                                                         |
| 20-3-2025                                                               | Asunción                                                                | Paraguay                                                                | 1 – 0                                                                   | Cile                                                                    | Qual. Mondiali 2026                                                     | -                                                                       | 46’                                                                     |
| 25-3-2025                                                               | Barranquilla                                                            | Colombia                                                                | 2 – 2                                                                   | Paraguay                                                                | Qual. Mondiali 2026                                                     | -                                                                       | 49’ 74’                                                                 |
| 5-6-2025                                                                | Asunción                                                                | Paraguay                                                                | 2 – 0                                                                   | Uruguay                                                                 | Qual. Mondiali 2026                                                     | 1                                                                       | 39’ 69’                                                                 |
| Totale                                                                  |                                                                         | Presenze                                                                | 8                                                                       |                                                                         | Reti                                                                    | 1                                                                       |                                                                         |

## Palmarès

### Club

#### Competizioni nazionali
- Supercopa Internacional: 1

Talleres (C): 2023